# Rafael Clavero
Rafael Clavero Prados (Cordova, 10 febbraio 1977) è un ex calciatore spagnolo, di ruolo difensore.